# Cantuaria gilliesi
Espèce
Synonymes
- Nemesia gilliesii O. Pickard-Cambridge, 1878

Cantuaria gilliesi est une espèce d'araignées mygalomorphes de la famille des Idiopidae.

## Distribution
Cette espèce est endémique de Nouvelle-Zélande.

## Étymologie
Cette espèce est nommée en l'honneur de Robert Gillies.

## Publication originale
- O. Pickard-Cambridge, 1878 : On a new species of trap-door spider from New Zealand. Transactions of the New Zealand Institute, vol. 10, p. 281-287 (texte intégral).